# ロマンチック・ラブ
ロマンチック・ラブまたはロマンティック・ラブ（英: romantic love）とは、一対一の2人の間で結ばれる純愛を指す社会学上の概念である。

## 概説
近代における恋愛の一種の理想としてしばしば扱われ、以下のような特徴を持つ。
1. 一時の衝動による相手への執着ではなく、人格的な結びつきによる愛情であるが、プラトニック・ラブとは異なり性行為により相手と一体になることを求める。
2. 経済的、政治的な打算などではなく、純粋に二者間の間にある愛着だけで結びついた関係である。
3. 異性愛（ストレート）の場合は常に男と女、同性愛（両性愛含む）の場合は男と男(ゲイ)・女と女(レズビアン)の一対一ではぐくまれる愛情であり、相手以外の者に恋愛感情を向けることなく、二者間の他に性的接触をもたないモノガミー(異性愛の場合：一夫一婦制)の精神と通底する。
4. 恋愛対象を「運命の相手」とし、一生（永遠）の恋愛関係にあることが理想とされる。そのため結婚は恋愛感情と結びついたものとして一生維持される。

恋愛の欲望を正当化する論理をロマンチック・ラブ・イデオロギー（英：romantic love ideology）と呼び、家族社会学や女性学において論じられてきた。恋愛は、本能論では説明できないほど制御の利かない不自然なもので、家と家との間で女性の交換をしあう結婚という家族制度にとっては不要な物と考えられていた。ロマンチック・ラブ・イデオロギーは、人智を越えた恋愛という感情を、結婚によって自然な物として肯定しようとする論理である。「恋は天災のように突然訪れる」「好きになったのだから仕方が無い」といったロマンティストの用いる論法は18世紀後半以降のヨーロッパにおいて広範に影響力をもち、家柄や利害関係など計算された結婚慣習を根本的に変化させていった。
以後、結婚はロマンチック・ラブを経た結びつきであるべきだという感覚が普及し、恋愛結婚や近代家族のあり方を規定していると指摘される。社会の移動が流動的となった1950年代以降の日本では、映画や音楽などのメディアがイデオロギー装置として恋愛の欲求を鼓舞し、家からの独立を促す根拠としての恋愛を人々の内面に提示した。その結果、お見合い婚が減り、1960年代以降は恋愛結婚が主流となっている。
1990年代の調査では恋愛結婚は9割に及ぶと言われるが、松浦理英子は、多くの人は激情的なロマンチック・ラブには縁が無いと指摘する。アンソニー・ギデンズは特別な誰かと永遠の関係を築くロマンチック・ラブは、特別な「私」に相応しい関係を築ける誰かを探すコンフルエント・ラブへと変化しているという。